# ONE PIECE BEST SONG COLLECTION
『ONE PIECE BEST SONG COLLECTION』（ワンピース ベスト ソング コレクション）は、テレビアニメ『ONE PIECE』のコンピレーション・アルバム。2001年12月1日に日本コロムビアから発売された。

## 概要
- テレビアニメ『ONE PIECE』のコンピレーションアルバムで、主題歌やキャラクターソングが収録されている。
- CDジャケットには、モンキー・D・ルフィ・ロロノア・ゾロ・ナミ・ウソップ・サンジ・トニートニー・チョッパーが描かれている。

## 収録曲
Disc 1
1. ウィーアー! [4:02]
歌：きただにひろし
作詞：藤林聖子、作曲：田中公平、編曲：根岸貴幸
2. memories [4:29]
歌：大槻真希
作詞：大槻真希、作曲・編曲：森純太
3. 麦わらのジョリーロジャー [3:10]
歌：きただにひろし
作詞：藤林聖子、作曲：貴三優大、編曲：岩﨑文紀
4. WANTED! [4:18]
歌：モンキー・D・ルフィ（田中真弓）
作詞：藤林聖子、作曲：田中公平、編曲：岩﨑文紀
5. MUSIC [4:10]
歌：ナミ（岡村明美）
作詞：藤林聖子、作曲：田中公平、編曲：岩﨑文紀
6. Spirit of ZORO [3:53]
歌：ロロノア・ゾロ（中井和哉）
作詞：藤林聖子、作曲：田中公平、編曲：村瀬恭久
7. ウソップ☆ドロップ [3:02]
歌：ウソップ（山口勝平）
作詞：藤林聖子、作曲：貴三優大、編曲：稲葉成秀
8. サンジ The Great Blue 〜デザートはキミ〜 [5:54] 
歌：サンジ（平田広明）
作詞：藤林聖子、作曲：田中公平、編曲：村瀬恭久
9. 片翼の鷹 [3:37]
歌：志村一繁
作詞：藤林聖子、作曲：田中公平、編曲：松尾早人
10. RUN! RUN! RUN! [4:00]
歌：大槻真希
作詞：大槻真希、作曲・編曲:MORI JUNTA

Disc 2
1. しょうちのすけ [3:54]
歌：推定少女
作詞：秋元康、作曲・編曲：百石元
2. キャラヴェル FAREWELL 〜進め!ゴーイング・メリー号〜 [5:29] 
歌：きただにひろし
作詞：藤林聖子、作曲：田中公平、編曲：多田彰文
3. 1.2.ジャンゴ! [4:07]
歌：ジャンゴ（矢尾一樹）
作詞：藤林聖子、作曲：貴三優大、編曲：稲葉成秀
4. Sea Moon See you [4:06]
歌：サンジ(幼少期)（大谷育江）
作詞：藤林聖子、作曲・編曲：貴三優大
5. Holy Holiday! [4:11]
歌：モンキー・D・ルフィ（田中真弓）
作詞：藤林聖子、作曲・編曲：貴三優大
6. TALKING BLUES [4:08]
歌:きただにひろし
作詞：藤林聖子、作曲:きただにひろし、編曲：村瀬恭久
7. HI! HO! READY GO! [3:10] 
歌：麦わら海賊団（田中真弓、中井和哉、岡村明美、山口勝平、平田広明）
作詞：藤林聖子、作曲・編曲：竹田えり
8. サンバ・ボンバー悪魔の実 [2:42]
歌：麦わら海賊団（田中真弓、中井和哉、岡村明美、山口勝平、平田広明）
作詞：藤林聖子、作曲・編曲：竹田えり
9. 私がいるよ（コロムビア・ヴァージョン） [3:59]
歌：鈴木佐江子
作詞：西村ちさと、作曲・編曲：山元全
10. PANDAMAN [4:00]
歌：ミック入来
作詞：藤林聖子、作曲：貴大優大、編曲：村瀬恭久

## タイアップ
| 曲名                                   | タイアップ                                  | 補考                                      |
| -------------------------------------- | ------------------------------------------- | ----------------------------------------- |
| ウィーアー!                            | テレビアニメ『ONE PIECE』オープニングテーマ | きただにひろしの1作目のシングル。         |
| memories                               | テレビアニメ『ONE PIECE』エンディングテーマ | 大槻真希の1作目のシングル。               |
| MUSIC                                  | テレビアニメ『ONE PIECE』挿入歌             | シングル「ウィーアー!」のカップリング曲。 |
| RUN! RUN! RUN!                         | テレビアニメ『ONE PIECE』エンディングテーマ | 大槻真希の3作目のシングル。               |
| しょうちのすけ                         | テレビアニメ『ONE PIECE』エンディングテーマ | 推定少女の1作目のシングル。               |
| 私がいるよ（コロムビア・ヴァージョン） | テレビアニメ『ONE PIECE』エンディングテーマ | TOMATO CUBEの3作目のシングル。            |